# Comuna Pișkî, Korsun-Șevcenkivskîi
Pișkî (în ucraineană Пішки) este o comună în raionul Korsun-Șevcenkivskîi, regiunea Cerkasî, Ucraina, formată din satele Nehvoroșci și Pișkî (reședința).

## Demografie
Componența lingvistică a comunei Pișkî
     Ucraineană (99,49%)
     Alte limbi (0,51%)
Conform recensământului din 2001, majoritatea populației comunei Pișkî era vorbitoare de ucraineană (99,49%), existând în minoritate și vorbitori de alte limbi.